# Acre (bang)
Acre (/ˈakɾi/) là một bang thuộc Brasil, nằm ở phía Tây Bắc đất nước này, tiếp giáp về phía Bắc Amazonas, Rondônia về phía Đông, khu Pando của Bolivia về phía Nam và phía Tây là các vùng Ucayali, Madre de Dios của Peru. Ngày nay, chỉ một phần nhỏ cư dân ở Acre sống dựa vào ngành nhựa. Các sản phẩm khác từ rừng mang lại rất nhiều thu nhập kinh tế điển hình là açaí, đặc sản vùng trung tâm phía Nam Brasil, "folha de pimenta longa", một loài lá ớt dài, được dùng để chế biến nước hoa, các sản phẩm dưỡng tóc, thức ăn và dược phẩm.

## Địa lý

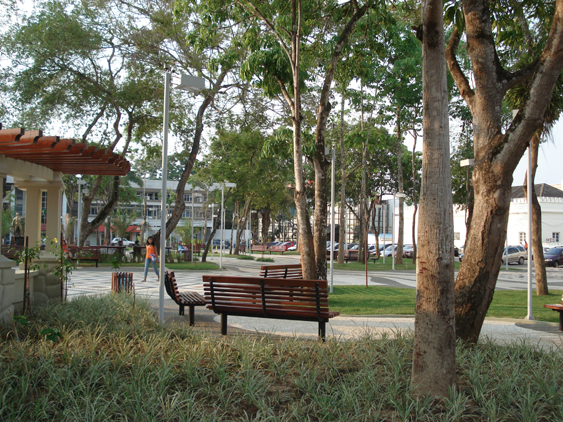
Quảng trường Revolução ở Rio Branco.

Acre có vùng lãnh thổ rộng lớn được bao phủ bởi rừng nhiệt đới Amazon. Vì thế, bang này nổi tiếng nhờ các sản phẩm, các mặt hàng xuất khẩu từ cao su. Dòng sông Acre chảy dọc theo đường biên giới phía Nam với Bolivia.